# Григорян, Светлана Рубеновна
Светлана Рубеновна Григорян (арм. Սվետլանա Ռուբենի Գրիգորյան; 30 сентября 1930, Ереван — 12 мая 2014, там же) — советская и армянская театральная актриса, народная артистка Армянской ССР (1987).

## Биография
Родилась 30 сентября 1930 года в Ереване. Впервые вышла на сцену, будучи студенткой театрального училища, когда ей было 13 лет. Закончила Ереванский театральный институт. В 1949 году была приглашена режиссёром Варданом Аджемяном в труппу Ереванского театра музыкальной комедии им. Акопа Пароняна, где проработала всю жизнь. В течение 55 лет играла в тандеме с известным армянским актёром Карпом Хачванкяном. За 60 лет работы в театре сыграла более 150 ролей.
В 1958 году была одним из основателей армянского телевидения.
Умерла 12 мая 2014 года после продолжительной болезни, похоронена в городском пантеоне Еревана.

## Награды и премии
- Народная артистка Армянской ССР (1987).
- Почётный гражданин Еревана (2004).
- Медаль Мовсеса Хоренаци.
- Орден «Св. Саак — Св. Месроп» Первопрестольного Св. Эчмиадзина.
- Медаль «За заслуги перед Отечеством» 1-й степени (2011).
- Золотая медаль Министерства диаспоры Республики Армении (2011)[3].

## Работы в театре
- «Есть город на Волге» — Сима
- «Баядера» — Мариэтта
- «Венецианские близнецы» — Коломбина
- «Учитель танцев» — Ликсена
- «Старая болезнь» — Нунуфар
- «Восточный дантист» — Марта
- «Роз Мари» — Жанна
- «Ошибка Софик» — Ната
- «Поцелуй Чаниты» — Розалия
- «Такси-такси» — Роза
- «Госпожа Мисиструи» — Жиква
- «Моя теща» — Сатеник
- «Хозяева нашего дома»
- «Аршин мал алан» — Телли

## Фильмография
1. 1963 — Огонь (Арменфильм) — Сиран
2. 1985 — Капитан Аракел (Арменфильм) — эпизод
3. 1987 — Трое из нас (Арменфильм; новелла «Действие»)